# Фонте ди Маре (Фермо)
Фонте ди Маре (итал. Fonte di Mare) насеље је у Италији у округу Фермо, региону Марке.
Према процени из 2011. у насељу је живело 409 становника. Насеље се налази на надморској висини од 2 м.